# Johann Georg Fischer

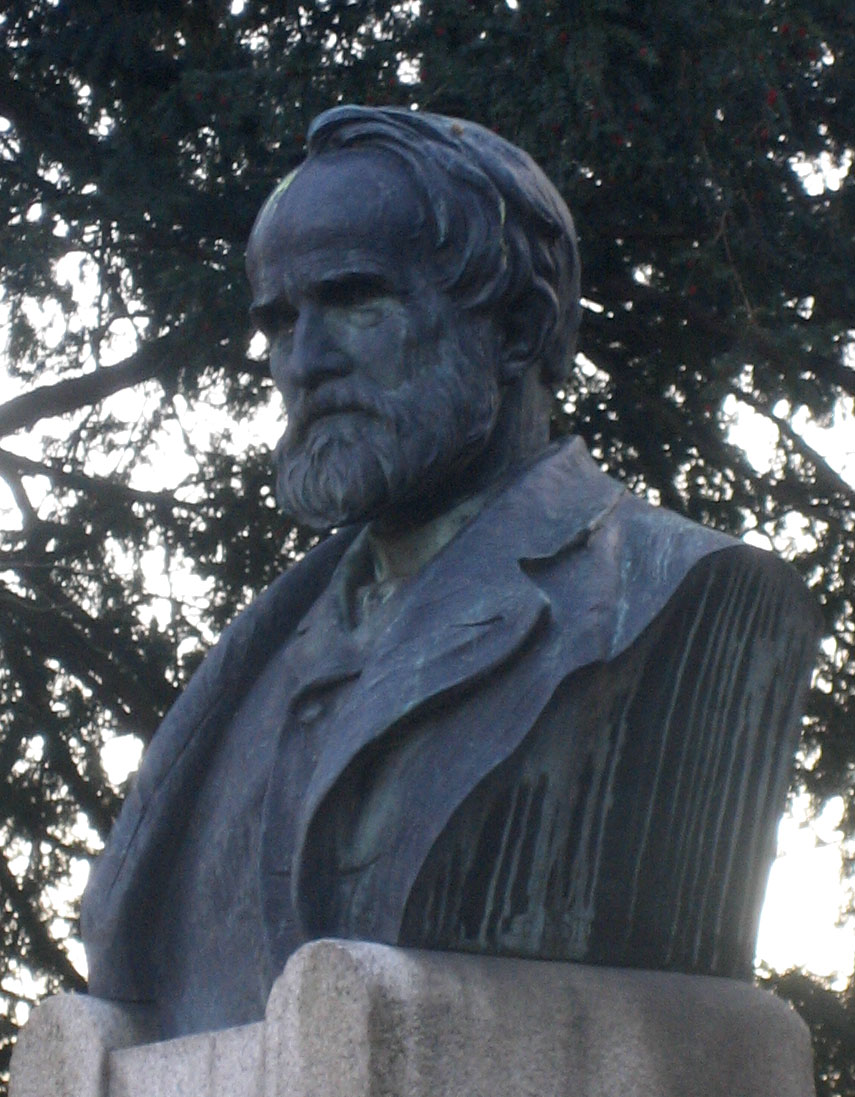
Johann Georg Fischer, byst av Emil Kiemlen.

Johann Georg Fischer, född den 25 oktober 1816 i Süßen, Württemberg, död den 4 maj 1897 i Stuttgart, var en tysk skald.
Fischer, som 1862–1885 var professor i historia och litteratur vid överrealskolan i Stuttgart, tillhörde som lyriker den schwabiska skolan och skrev såväl politiska som naturskildrande dikter, men har framför allt betydelse genom de sistnämnda, Gedichte (1854; 3:e upplagan 1883), Neue Gedichte (1865), Den deutschen Frauen (1869), Aus frischer Luft (1872) och Neue Lieder (1875). Han skrev dessutom några dramer.